# Universidade de Chequião
A Universidade de Chequião (ZJU; chinês simplificado: 浙江大学, pinyin: Zhèjiāng Dàxué), também conhecida informalmente como Zheda (chinês: 浙大, pinyin: Zhèdà), é uma instituição de ensino superior da Liga C9, localizada em Hancheu, a capital da província chinesa de Chequião. Fundada em 1897, é considerada uma das instituições de ensino superior mais antigas, seletivas e prestigiadas da China. A universidade está dividida em trinta e sete faculdades, colégios e departamentos, que ofertam mais de cento e quarenta cursos de graduação e trezentos programas de pós-graduação.
O Ministério da Educação da China atribuiu à instituição o estatuto de classe A, a partir do Plano Universitário Duplo de Primeira Classe, e a instituição é membro da Aliança Universitária do Delta do Rio Iansequião, Associação das Universidades do Círculo do Pacífico, Rede Mundial de Universidades, Associação Internacional de Universidades, e da Rede Universitária Global para Inovação.
A universidade possui um corpo docente de mais de 3 741 académicos, incluindo 45 membros da Academia Chinesa de Ciências e da Academia Chinesa de Engenharia, 10 professores seniores de artes liberais e humanidades (文科资深教授), 121 professores do Programa de Bolsistas de Chang Jiang e 133 beneficiários do Fundo Nacional de Ciências para Jovens Académicos Distintos.
A universidade mantém cinco bibliotecas académicas. A coleção da biblioteca na sua totalidade contém mais de sete milhões de volumes, tornando-se uma das maiores coleções académicas da China. A universidade também possui sete hospitais afiliados, um museu, dois institutos internacionais conjuntos e possui mais de cento e cinquenta organizações estudantis.